# Гаплогруппа U2c1 (мтДНК)
Гаплогруппа U2c1 — гаплогруппа митохондриальной ДНК человека.

## Субклады
- U2c1
  - U2c1-a
  - U2c1b
  - U2c1c
  - U2c1d
  -  U2c1e

## Палеогенетика

### Бронзовый век
Шахри-Сухте
- I8726 | 201, Grave 201, LS 1, Period I, phases 10/9 __ Систан и Белуджистан, Иран __ 3100–3000 BCE (5000 BP) __ М __ J2a1h > J-Y15604 # U2c1.[1]

### Железный век
Гандхарская культура
- I12988 | Grave 131, Individual 2 in a double burial , 717 __ Loebanr __ 1000–800 BCE (2850 BP) __ М __ L1a > L1a2b # U2c1b.
- I10523 | Grave 153, Individual 1 (B) in a double burial __ Katelai __ 1000–800 BCE (2850 BP) __ М __ L1a2 > L1a2b # U2c1.
- I8246 | Grave 5, Individual 1 __ Aligrama __ 970–550 BCE (2710 BP) __ М __ G2a2a1 (G-PF3148) # U2c1a.
- I6556 | Grave 63 (?), Individual 3 in a triple burial , T.163C __ Loebanr __ 894-798 calBCE (2670±20 BP, PSUAMS-2792) __ Ж __ U2c1.

### Средние века
История Уттаракханда
- I3344 | R11 __ Роопкунд __ Чамоли, Гархвал, Уттаракханд, Индия __ 772-893 calCE (1180±15 BP, PSUAMS-5460) __ Ж __ U2c1.[2]

## Публикации
2019
- Harney É, Nayak A, Patterson N; et al. (Август 2019). Ancient DNA from the skeletons of Roopkund Lake reveals Mediterranean migrants in India. Nature Communications. 10 (1). doi:10.1038/s41467-019-11357-9. PMC 6702210. PMID 31431628. {{cite journal}}: Явное указание et al. в: |author= (справка)Википедия:Обслуживание CS1 (множественные имена: authors list) (ссылка)
- Narasimhan V., Patterson N., Moorjani P; et al. (Сентябрь 2019). The formation of human populations in South and Central Asia. Science. 365 (6457). doi:10.1126/science.aat7487. PMC 6822619. PMID 31488661. {{cite journal}}: Явное указание et al. в: |author= (справка)Википедия:Обслуживание CS1 (множественные имена: authors list) (ссылка)